# Fairchild 45
El Fairchild Model 45 fue un avión monoplano de cabina de 5 asientos estadounidense, diseñado y construido por Fairchild en los años 30 del siglo XX.

## Desarrollo
Durante 1934, la compañía Fairchild diseñó un avión ejecutivo o de negocios con 5 asientos, designado Model 45. Voló por primera vez el 31 de mayo de 1935. El Model 45 era un monoplano cantilever de ala baja con unidad de cola cantilever convencional y tren de aterrizaje convencional retráctil. El avión estaba propulsado por un motor radial Jacobs L-4 de 168 kW (225 hp) y tenía un interior de lujo estándar de 5 asientos. Las pruebas de vuelo mostraron que el avión se comportaba bien, aunque fue descrito como relajado.
La compañía predijo que el Model 45 tendría un atractivo de mercado limitado en esa forma, así que solo se construyó el prototipo.
Fairchild mejoró el prototipo con un motor mayor, el radial Wright R-760, para evaluarlo. En esta configuración fue designado como Model 45-A. Esa configuración fue puesta en producción, siendo completadas alrededor de 16 unidades.

## Historia operacional

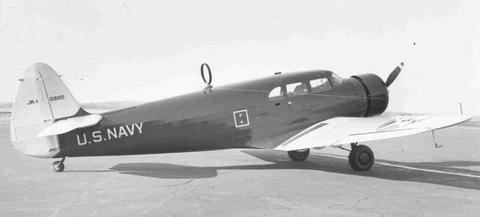
El Fairchild JK-1 de la Armada estadounidense.

Un avión fue comprado como transporte ejecutivo por la Armada de los Estados Unidos como JK-1. Después de que los Estados Unidos entraran en la Segunda Guerra Mundial, dos aviones fueron requisados y puestos en servicio con las Fuerzas Aéreas del Ejército de los Estados Unidos como UC-88.
En 1997, Greg Herrick solicitó dibujos de la sección de cola de un Fairchild 45 para un proyecto de restauración en curso. La solicitud fue rechazada, citando que el diseño era un secreto comercial. Esto condujo a una solicitud de la FOIA, y a una demanda que fue debatida en la Corte Suprema de los Estados Unidos. El esfuerzo condujo a la “enmienda Herrick” añadida a la Ley de Modernización y Mejora de la Seguridad del Transporte Aéreo de la FAA de 2012. La enmienda publicó información de los certificados de tipo ATC para 1257 aviones certificados por primera vez en 1927 hasta el comienzo de la Segunda Guerra Mundial en 1939.

## Variantes
45
Un prototipo propulsado por un motor radial Jacobs L-4 de 168 kW (225 hp).
45-A
Aviones de producción propulsados por un motor radial Wright R-760 de 239 kW (320 hp), 16 construidos.
JK-1
Un 45-A para la Armada de los Estados Unidos.
UC-88
Dos 45-A requisados y puestos en servicio con las Fuerzas Aéreas del Ejército de los Estados Unidos.

## Operadores
Estados Unidos
- Fuerzas Aéreas del Ejército de los Estados Unidos
- Armada de los Estados Unidos

## Especificaciones (45-A)
Referencia datos: Illustrated Encyclopedia of Aircraft 1985

### Características generales
- Tripulación: Uno (piloto)
- Capacidad: Cuatro pasajeros
- Longitud: 9,2 m (30,1 ft)
- Envergadura: 12,1 m (39,7 ft)
- Altura: 2,5 m (8,2 ft)
- Superficie alar: 23 m² (248 ft²)
- Peso vacío: 1139 kg (2510,4 lb)
- Peso cargado: 1814 kg (3998,1 lb)
- Planta motriz: 1× motor radial de siete cilindros refrigerado por aire Wright R-760-E2.
  - Potencia: 239 kW (330 HP; 325 CV)

### Rendimiento
- Velocidad máxima operativa (Vno): 274 km/h (170 MPH; 148 kt)
- Velocidad crucero (Vc): 263,9 km/h (164 MPH; 143 kt)
- Velocidad de entrada en pérdida (Vs): 91,7 km/h (57 MPH; 50 kt)
- Alcance: 1046 km (565 nmi; 650 mi)
- Techo de vuelo: 5700 m (18 701 ft)

## Aeronaves relacionadas

### Secuencias de designación
- Secuencia Numérica (interna de Fairchild): ← 24 - 41 - 42 - 45 - 46 - 51 - 61 →
- Secuencia C-_ (Aviones de Carga del USAAC/USAAF/USAF, 1924-1962): ← C-85 - C-86 - C-87 - C-88 - C-89 - C-90 - C-91 →
- Secuencia J_K (Aviones Utilitarios de la Armada estadounidense, 1931-1955 (Fairchild, 1935 y 1937-1942)): JK - J2K